# Vitamin D (альбом)
Vitamin D — дебютный полноформатный студийный альбом американского дабстеп-диджея и продюсера Datsik’a, выпущенный 10 апреля 2012 года. В записи альбома участвовали ведущие продюсеры электронной музыки: канадский дабстеп-продюсер Downlink, израильская группа Infected Mushroom, и северо-американский DJ Z-Trip. Первый официальный сингл с альбома «Full Blown» (Feat. Snak The Ripper) был выпущен 31 января. Второй сингл «Evilution» был спродюсирован Datsik’ом вместе с Infected Mushroom при участии вокала Джонатана Дэвис из Korn, он был выпущен на ITunes 13 марта.
В основном Vitamin D состоит из треков, в записи которых принимал участие только Datsik, но встречаются и треки, которые Datsik сделал вместе с Downlink, Infected Mushroom, Z-Trip. Сингл «Light the Fuse» вышел более чем через год после выхода альбома с присутствием ремиксов авторства Terravita и Sub Antix.

## Список композиций
| №                   | Название                                  | Producer(s)                   | Длительность |
| ------------------- | ----------------------------------------- | ----------------------------- | ------------ |
| 1.                  | «Annihilate»                              | Datsik                        | 4:00         |
| 2.                  | «Fully Blown» (featuring Snak The Ripper) | Datsik                        | 4:13         |
| 3.                  | «Syndrome»                                | Datsik, Downlink co.          | 4:31         |
| 4.                  | «Bonafide Hustler»                        | Datsik                        | 4:24         |
| 5.                  | «Evilution» (featuring Jonathan Davis)    | Datsik, Infected Mushroom co. | 4:51         |
| 6.                  | «Need You»                                | Datsik                        | 4:37         |
| 7.                  | «Don't Feel Right»                        | Datsik                        | 4:31         |
| 8.                  | «Light The Fuse»                          | Datsik                        | 4:59         |
| 9.                  | «Complete Control»                        | Datsik                        | 4:17         |
| 10.                 | «Punisher»                                | Datsik, Downlink co.          | 4:31         |
| 11.                 | «Napalm»                                  | Datsik, Messinian co.         | 5:24         |
| 12.                 | «Double Trouble»                          | Datsik, Z-Trip co.            | 6:03         |
| Общая длительность: | Общая длительность:                       | Общая длительность:           | 56:21        |

## Позиции в чартах
| Чарт (2012)                | Высшая позиция |
| -------------------------- | -------------- |
| US Heatseekers Albums      | 14             |
| US Dance/Electronic Albums | 12             |